# Скуридін Михайло Митрофанович
Михайло Митрофанович Скуридін (? — ?) — український радянський діяч, передовик виробництва, вибійник шахти №2/5 «Кам'янка» Ворошиловградської (Луганської) області. Член ЦК КП(б)У в червні 1938 — січні 1949 року.

## Біографія
Працював на шахтах Донбасу.
Член ВКП(б) з 1924 року.
У 1930-х роках — вибійник 5-ї дільниці шахти №2/5 «Кам'янка» тресту «Серговугілля» Серговського району Ворошиловградської (Луганської) області.
Подальша доля невідома.

## Нагороди
- орден «Знак Пошани» (17.02.1939)
- медалі